# Ateleopus
Ateleopus is een geslacht van straalvinnige vissen uit de familie van diepzeekwabben (Ateleopodidae).

## Soorten
- Ateleopus indicus Alcock, 1891.
- Ateleopus japonicus Bleeker, 1854.
- Ateleopus natalensis Regan, 1921.
- Ateleopus purpureus Tanaka, 1915.
- Ateleopus tanabensis Tanaka, 1918.